# 3D/Biela
Kometa Biela (nazwa oficjalna 3D/Biela) – kometa okresowa należąca do rodziny komet Jowisza, która została jednak zgubiona przez obserwatorów. Jej ostatnie obserwowane przejście przez peryhelium orbity miało miejsce 24 września 1852 roku.

## Odkrycie
Kometa ta została odkryta przez austriackiego oficera i astronoma amatora Wilhelma von Biela 27 lutego 1826 roku w Jaromierzu. Po dokładniejszym wyliczeniu orbity okazało się, że kometę tę obserwowano już w latach 1772 (Jacques Leibax Montaigne i Charles Messier) oraz 1805 (Jean-Louis Pons). Była to wówczas trzecia znana kometa okresowa po komecie Halleya i Enckego.

## Orbita komety
Orbita komety 3D/Biela miała kształt wydłużonej elipsy o mimośrodzie 0,755. Peryhelium znajdowało się nieco bliżej niż średnia odległość Ziemi od Słońca (0,8606 j.a.), aphelium zaś poza orbitą Jowisza (6,190 j.a.) Była to więc kometa z rodziny Jowisza. Jej okres obiegu wokół Słońca wynosił 6 lat i 226 dni, nachylenie do ekliptyki zaś ok. 12,5˚.

## Historia obserwacji i zagubienia

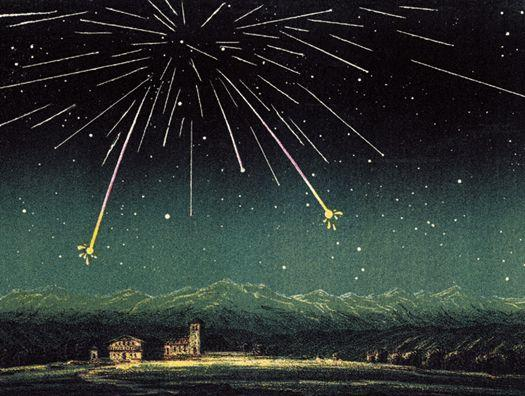
Andromedydy zaobserwowane 27 listopada 1872 r.

Po kolejnych przejściach przez peryhelium kometa 3D/Biela rozpadła się na przełomie lat 1845/1846 na oczach obserwatorów. Obydwie części oddalały się stopniowo od siebie. W marcu 1846 roku odległość między nimi wzrosła do 240 tysięcy km. Podczas następnego przejścia przez punkt przysłoneczny w roku 1852 odległość ta zwiększyła się już do 2 milionów km, obydwa składniki komety wytworzyły także osobne warkocze. Powroty komety przewidywano także na lata 1859 i 1865, jednakże nie udało się jej ponownie odszukać.
Również w roku 1872 próbowano ponownie zaobserwować to ciało niebieskie, próby te także się nie powiodły. 27 listopada tegoż roku, w dniu, w którym Ziemia przecięła orbitę komety 3D/Biela, na niebie pojawił się bardzo obfity deszcz meteorów. Obserwowano do 3000 meteorów na godzinę – jak się wydaje – tak mocny rój musiał być związany z jakąś kometą, która uległa najprawdopodobniej całkowitemu rozpadowi, co powiązano z Kometą Biela. Ów rój, który nazwano Andromedydami lub Bielidami, stawał się jednak w kolejnych latach (1885, 1892, 1899) coraz słabszy. Później jego aktywność całkowicie zaniknęła.
Przypuszcza się, że słaba kometa 207P/NEAT, która została odkryta 11 maja 2001 roku w programie NEAT, może być pozostałością po komecie Biela. Nie zostało to jednak potwierdzone.
Obecnie kometa uznawana jest za zagubioną.